# Symphlebia fulminans
Symphlebia fulminans är en fjärilsart som beskrevs av Rothschild 1910. Symphlebia fulminans ingår i släktet Symphlebia och familjen björnspinnare. Inga underarter finns listade i Catalogue of Life.